# Belaja (Angara)
Die Belaja (russisch Бе́лая, „Die Weiße“; burjatisch Ехэ Бүлэн/Jexe Bülen) ist ein linker Nebenfluss der Angara in der Oblast Irkutsk im südlichen Sibirien.

## Verlauf
Die Belaja entsteht bei Belsk am Zusammenfluss von Großer Belaja (links) und Kleiner Belaja. Die Quellflüsse entspringen im Ostsajan. Die Belaja fließt mit mehreren Flussschlingen in östlicher Richtung und mündet nach 79 km nördlich der Stadt Ussolje-Sibirskoje in die Angara. Am Flusslauf liegen mehrere Ortschaften. Das Einzugsgebiet der Belaja umfasst etwa 18.000 km². Der mittlere Abfluss (MQ) 22 km oberhalb der Mündung liegt bei 181 m³/s. Zwischen Ende Oktober und Ende April ist der Fluss eisbedeckt.